# معاوقة الفراغ
معاوقة الفراغ (Z0) هو ثابت فيزيائي متعلق بقيم المجالات الكهربائية والمغناطيسية لموجة كهرومغناطيسية تسير عبر الفضاء أو الفراغ، حيث: |Z0 = |E| / |H، حيث |E| هو قوة المجال الكهربائي و |H| هو قوة المجال المغناطيسي. وقيمة معاوقة الفراغ على وجه الدقة تساوي:
{\displaystyle Z_{0}=119.9169832\;\pi \ \Omega \approx 376.730\ 313\ 461\ 77\ldots \Omega }.
معاوقة الفراغ (أو بشكل أدق المعاوقة لموجة على شكل مستوى في الفراغ) تساوي حاصل ضرب نفاذية الفراغ أو الثابت المغناطيسي μ0  وسرعة الضوء في الفراغ c0.

## التعريف
بما أن المعاوقة لموجة على شكل مستوى تسير عبر وسط عازل تسمى المعاوقة الفعلية، ويرمز لها بالرمز η (إتا)، وكذلك فإن Z0 تعبر أحيانًا عن المعاوقة الفعلية  للفراغ، فيُرمز لها بالرمز η0. ولذلك فإن معاوقة الفراغ لها عدة تعريفات منها:
- معاوقة الموجة في الفضاء الحر
- معاوقة الفراغ
- المعاوقة الفعلية للفراغ
- المعاوقة المُميِّزة للفراغ 
- مقاومة الموجة في الفضاء الحر.

## بالنسبة إلى ثوابت أخرى
من التعريف السابق ومن خلال حل معادلات ماكسويل لموجة على شكل مستوى؛ نستنتج الآتي:
{\displaystyle Z_{0}={\frac {E}{H}}=\mu _{0}c_{0}={\sqrt {\frac {\mu _{0}}{\varepsilon _{0}}}}={\frac {1}{\varepsilon _{0}c_{0}}}}
حيث:
نفاذية الفراغ {\displaystyle \mu _{0}=} 
وثابت الحقل الكهربائي {\displaystyle \varepsilon _{0}=}
وسرعة الضوء في الفراغ {\displaystyle c_{0}=}.
أحيانًا يتم التعبير عن مقلوب المعاوقة{\displaystyle Z_{0}\ } أي المسامحة للموجة في الفراغ بالرمز {\displaystyle Y_{0}\ }.

## القيمة الدقيقة
منذ عام 1948 وحسب نظام الوحدات الدولي لوحدة أمبير؛ تم اعتماد قيمة نفاذية الفراغ μ0 بأنها تساوي 4π × 10−7 هنري (وحدة)/m. ومنذ عام 1983 وحسب النظام الدولي لوحدة متر؛ تم تحديد قيمة c0 أنها تساوي 299792458 م/ث. وبالتالي فإن:
{\displaystyle Z_{0}=\mu _{0}c_{0}=119.9169832\;\pi \ \Omega }
أو
{\displaystyle Z_{0}\approx 376.730\ 313\ 461\ 77\ldots \Omega .}
ومن المقرر أنه سوف يتم تغيير تعريف وحدة أمبير في عام 2018.

## تقريب القيمة إلى 120πأوم
في أغلب الكتب المدرسية والأوراق البحثية والمراجع العلمية قبل عام 1990، يتم استخدام القيمة التقريبية 120π أوم لـ {\displaystyle Z_{0}}. وذلك عند أخذ سرعة الضوء 3×108 م/ث.